# Dingjun Shan
Dingjun Shan (chinês tradicional: 定軍山, chinês simplificado: 定军山, pinyin: Dìngjūn Shān) é uma curta-metragem chinesa do género drama romântico, realizada por Ren Qingtai, produzida pelo Estúdio Fotográfico Fengtai de Pequim e protagonizada por Tan Xinpei. Foi baseada num episódio do romance histórico Romance dos Três Reinos de Luo Guanzhong. Por vezes é traduzida como A Conquista da Montanha de Jun.
A curta consiste na gravação de uma apresentação na Ópera de Pequim sobre a Batalha do Monte Dingjun, sendo o primeiro filme produzido na China. A única cópia do filme foi destruída durante um incêndio no final da década de 1940.